# Spanband

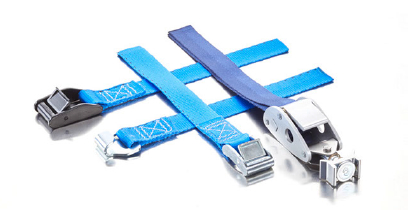
Verschillende types lichte spanbanden

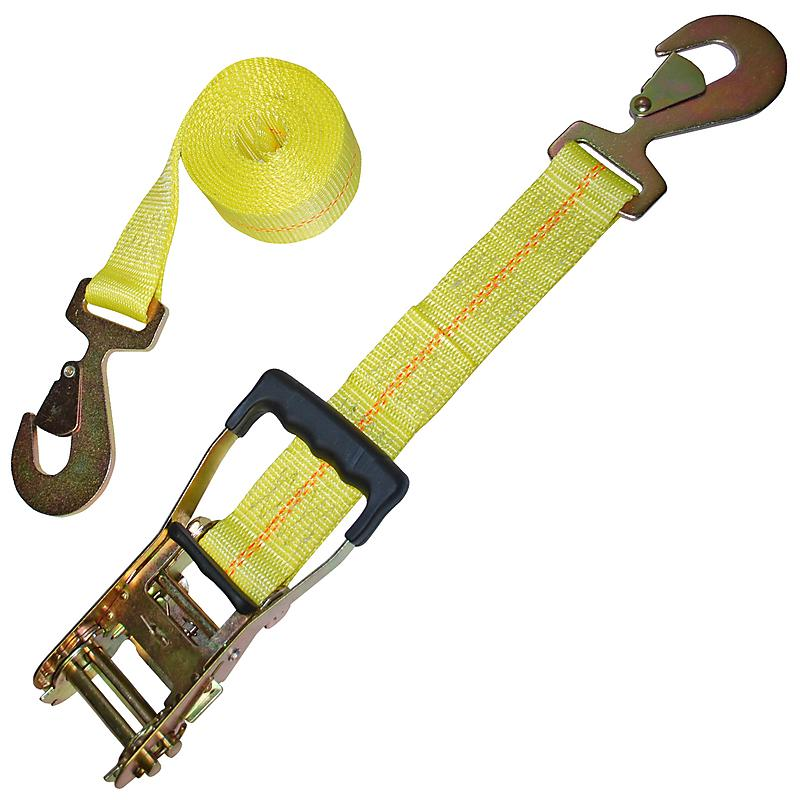
Een zwaarder type spanband met ratel

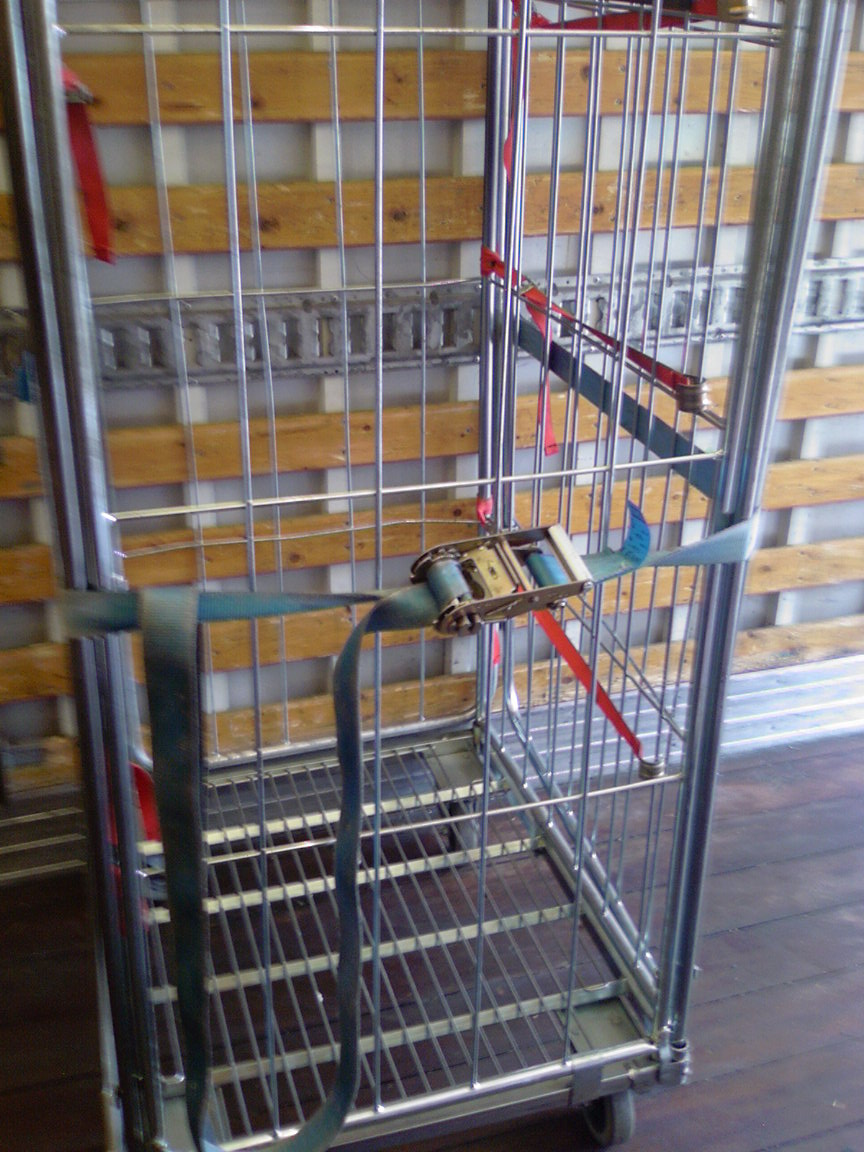
spanband om rolcontainer

Een spanband, spanriem of sjorband is een hulpmiddel om lading vast te zetten en wordt veel gebruikt bij transport van goederen. 
Spanbanden zijn doorgaans gemaakt van zeer sterk kunststof materiaal dat bestand is tegen de meeste fysische omstandigheden, zoals polypropyleen, nylon of polyester. Door middel van een ratel kunnen ze zeer strak worden vastgezet, waardoor de lading niet meer kan bewegen.
Spankettingen lijken op spanbanden maar zijn gemaakt van staal. Deze worden vooral gebruikt voor het vastzetten van grote en zware lading, zoals machines, voertuigen en containers. Meestal zijn op zowel de lading als het voertuig speciale bevestigingspunten aangebracht.
Zowel spanbanden als spankettingen moeten tijdens de rit regelmatig worden gecontroleerd. Ze kunnen door de verschillende krachten los komen te zitten. Als ze daarentegen te strak worden gespannen kunnen ze de lading beschadigen.

## Trekkracht
Op spanbanden staat doorgaans de maximale trekkracht vermeld. De maximaal toegestane trekkracht wordt aangeduid als LC (Lashing Capacity, sjorcapaciteit). Dit is een gedeelte
van de breuksterkte en wordt aangeduid in krachteenheden, d.w.z. kilonewton (kN) of decanewton (daN); zie newton (eenheid).